# المرأة المجهولة
المرأة المجهولة (بالإيطالية: La sconosciuta)‏ هو فيلم إثارة نفسية غموض إيطالي من إخراج جيوزبي تورنتوري وبطولة كسينيا رابوبور، ميكيل بلاسيدو، كلوديا جيريني وأليساندرو هابر.

## روابط خارجية
المرأة المجهولة على موقع IMDb (الإنجليزية)
- المرأة المجهولة على موقع ميتاكريتيك (الإنجليزية)
- المرأة المجهولة على موقع روتن توميتوز (الإنجليزية)
- المرأة المجهولة على موقع نتفليكس (الإنجليزية)
- المرأة المجهولة على موقع قاعدة بيانات الأفلام العربية
- المرأة المجهولة على موقع ألو سيني (الفرنسية)
- المرأة المجهولة على موقع Turner Classic Movies (الإنجليزية)
- المرأة المجهولة على موقع أول موفي (الإنجليزية)
- المرأة المجهولة على موقع بوكس أوفيس موجو (الإنجليزية)
- المرأة المجهولة على موقع فيلمافينيتي (الإسبانية)